# Moran (Teksas)
Moran je grad u američkoj saveznoj državi Teksas. Prema popisu stanovništva iz 2010. u njemu je živjelo 270 stanovnika.